# Col du Négron
Pour les articles homonymes, voir Négron (homonymie).
Le col du Négron est un col situé à une altitude de 1 242 m dans la Drôme. Il permet de relier par la route la haute vallée du Méouge ainsi que la haute vallée du Jabron au plateau d'Albion.

## Situation
Il se situe dans les monts de Vaucluse, à l'est de la montagne d'Albion, entre les communes de Séderon côté nord et de Barret-de-Lioure côté sud. Bien que situé dans le département de la Drôme, il permet de rejoindre exclusivement le département des Alpes-de-Haute-Provence.

## Cyclisme
Le col fait partie du parcours de la 5e étape du Paris-Nice 2018, reliant Salon-de-Provence à Sisteron.